# أحمد أباد سفلي (سراب)
أحمد أباد سفلي هي قرية في مقاطعة سراب، إيران. عدد سكان هذه القرية هو 416 في سنة 2006.